# Marulo
Marulo (Latim: Marullus) governou a província romana da Judeia, de 37 a 41, na condição de Prefeito ("praefectus").

## Biografia
Marulo foi nomeado pelo imperador Calígula, para suceder o governador Marcelo.
Seu governo foi marcado por um grave problema:
Tendo Calígula proclamado sua própria divindade, os não judeus, residentes da Judéia, erigiram um altar em honra do imperador. A população judaica, considerando a obra uma blasfêmia, à luz dos preceitos de sua religião, destruíu-a.
Ao saber disso, Calígula ficou fora de si e ordenou, a título de punição dos judeus, que uma estátua de Júpiter, inspirada em seus traços físicos, fosse esculpida e colocada no interior do Templo de Jerusalém. Uma ordem imperial, nesse sentido, foi expedida para o legado imperial da Síria, Públio Petrônio.
O protesto da população judaica foi tão grande que Marulo teve muita dificuldade em manter a ordem na província. Por seu turno, Petrônio, temeroso de uma revolta geral, protelou o cumprimento da ordem e instou, junto ao imperador, para que voltasse atrás. Em resposta, Calígula ordenou que ele se suicidasse.
Petrônio foi salvo à última hora pela morte de Calígula, assassinado pela Guarda Pretoriana, em 41. O novo imperador, Cláudio, revogou a ordem relativa à estátua de Júpiter e decidiu extinguir a província da Judeia, integrando-a ao reino de Herodes Agripa I.
Marulo foi o último prefeito a governar a Judeia. Quando a província romana foi restaurada, em 44, ela passou a ser governada por procuradores, dos quais o primeiro foi Cúspio Fado.